# Lise Tréhot

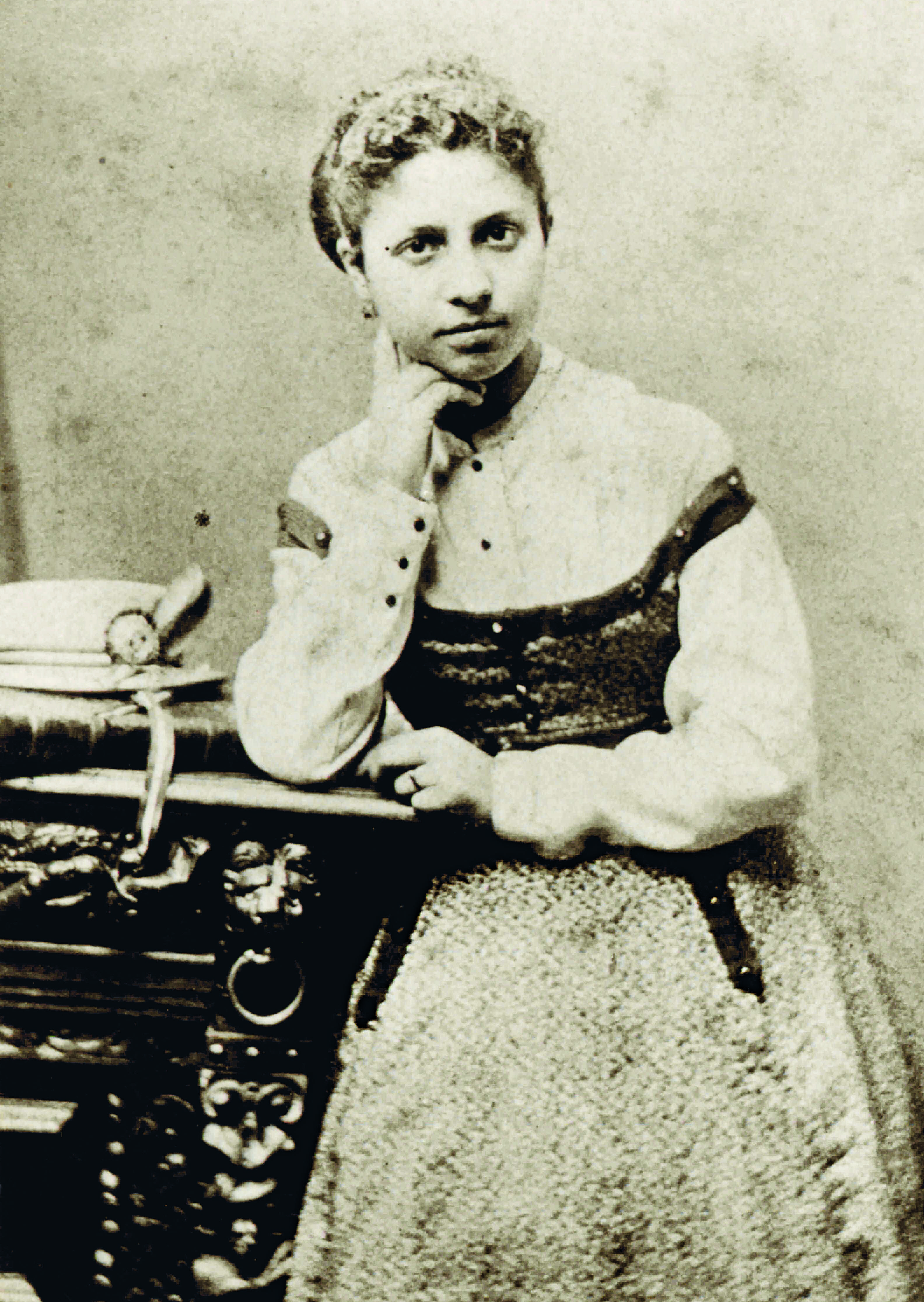
Lise Tréhot en 1864

Lise Tréhot (14 de marzo de 1848– 12 de marzo de 1922) fue una modelo de arte francesa que posó para el artista Pierre-Auguste Renoir de 1866 hasta 1872. Apareció en más de veinte pinturas, incluyendo trabajos notables como Lise (1867) y En verano (1868), fue la modelo para casi todo el trabajo femenino de Renoir en este tiempo. Tréhot se casó con Briere de l'Isle en 1883 y concibieron cuatro niños a quienes les dejó en legado dos pinturas de Renoir, Lise cosiendo (1867–1868) y Lise con chal blanco (1872), ambas se encuentran en el Museo de Arte de Dallas.

## Primeros años
Lise Tréhot nació en Ecquevilly, Seine-et-Oise, Francia, el 14 de marzo de 1848, hija de Louis Tréhot y su esposa Amelie Elisabeth Boudin. Su padre fue jefe de la oficina postal de la ciudad hasta mediados de 1850, después se mudaron a París donde vendía limonada y tabaco.  Ella era la cuarta en una familia de seis hijos, incluyendo tres hermanos y dos hermanas. Un documento de la época describe que Tréhot tenía como profesión modista. Clémence Tréhot, su hermana mayor, era amante del artista Jules Le Coeur, quién más tarde le presentó a Pierre-Auguste Renoir en su casa en Marlotte, posiblemente en junio de 1865.

## Período de modelo
Tréhot empezó con el modelado para Renoir cuándo tenía aproximadamente dieciocho años y él veinticinco. Las primeras pinturas de Tréhot en estos tiempos incluyen Lise con un sombrero de paja (1866) y Lise cosiendo (1867–1868). Renoir pintó un desnudo de Tréhot Diana (1867), pero este fue rechazado por el Salón de 1867. Renoir recibió buenas críticas con Lise (1867), el cual fue bien recibido en el Salón de 1868. Esta pintura impresionista muestra a Tréhot en un retrato de tamaño real, paseando a través de un parque arbolado, bajo la luz del sol que cae entre los árboles. El crítico de arte Zacharie Astruc describió a Tréhot en Lise con sombrilla como "La simpática chica parisiense en el bosque" y "como una chica de clase trabajadora". Émile Zola también lo aprobó, comparando a Tréhot con la modelo de Monet, y más tarde esposa, Camille Doncieux. El crítico de arte francés Théodore Duret más tarde observó que Lise con sombrilla derivaba de la técnica de Gustave Courbet, provocando que el Salón no mostrara "ninguna oposición".  Aun así, Renoir decidió poner la cara de Tréhot en la sombra y enfatizar la reflexión del sol en su vestido blanco, provocando que varios críticos ridiculizaran el aspecto de Tréhot debido al contraste inusual.
En el Salón de 1869, Tréhot apareció en un trabajo denominado En verano (1868), vestida casualmente con una blusa cayendo sobre sus hombros. John Collins señala que esta Tréhot "oscura, pesada e inexpresiva", funcionó bien en este tipo de retratos, pero tuvo menos éxito en cuadros como La pareja de novios (1868), donde pasea con el artista Alfred Sisley. En el verano de 1869, acompañó a Renoir a casa de sus padres en la Ville-d'Avray y a sus viajes a la orilla del Sena, cerca de Bougival donde Renoir pintó con Monet escenas en el agua. La barca (1870) está pensado para representar a Lise durante estas vacaciones de verano.
En total, Tréhot apareció en más de veinte pinturas de Renoir durante sus primeros años en el Salón, período que comprende aproximadamente de 1866 hasta 1872. Según el historiador del arte Juan de la Casa, "Lise fue el modelo para casi todas las figuras femeninas de Renoir en este período".
Se sabe poco acerca de la relación sentimental de Tréhot con Renoir, mientras ella estaba modelando; se dice que ella dio a luz un hijo llamado Pierre el 14 de diciembre de 1868, pero no está claro qué hizo con él, probablemente murió pronto, aún bebé. El 21 de julio de 1870, Tréhot dio a luz una niña, llamada Jeanne, muerta en 1934, que fue entregada a una nodriza para que la criara como si fuera hija suya. Renoir continuó apoyando financieramente en secreto a Jeanne hasta que murió (y después de su muerte con la ayuda de Ambroise Vollard), pero nunca la reconoció como hija de manera pública ni la reconoció legalmente.
Por razones desconocidas, Tréhot dejó su profesión de modelo para Renoir después de 1872; se dijo que ella nunca habló o lo vio de nuevo. Aunque Tréhot era una parte importante de Renoir en los inicios de su carrera, él nunca la mencionó en entrevistas, memorias o biografías.

## Vida posterior
En 1883, más de una década después de que Tréhot abandonase el modelado para Renoir, ella se casó con el arquitecto Georges Briere de l'Isle (1847-1902). Como la esposa de Brière de l'Isle, tuvo dos hijos y dos hijas. Tréhot legó dos de las pinturas de Renoir, Lise cosiendo (1867-68) y Lise con chal blanco (1872), a sus hijos. Se dice que antes de su muerte, destruyó muchos de sus papeles personales relacionados con su tiempo de modelado para Renoir. Tréhot murió en París el 12 de marzo de 1922, a la edad de 73 años. Está enterrada en el Cementerio del Père-Lachaise.

## Trabajos seleccionados como modelo
La lista de obras seleccionadas de Tréhot incluye, al menos, veinticinco pinturas, óleos sobre lienzo, veintitrés de los cuales fueron pintados por Renoir, mientras que dos están pintados por Frédéric Bazille (1841-1870). Otros creen que Tréhot puede haber posado para más de veintitrés obras de Renoir, pero solo una vez para Bazille; Paisaje con dos personas (1866) de Renoir, en la que aparece, se considera perdida o destruida, pero se cree que se preservó como un cuadro dentro del cuadro en El estudio de Bazille (1870). Esta imagen es la única sobreviviente de la pintura completa; pues sobrevive solo un fragmento de la obra, pero su ubicación es desconocida. Se cree que Tréhot posó para La toilette (1869-70), otro trabajo de Bazille.
| Año     | Imagen                        | Título                                                          | Tipo              | Dimensiones     | Gallery | Notes        |
| ------- | ----------------------------- | --------------------------------------------------------------- | ----------------- | --------------- | --- | ------------ |
| 1866    | Archivo:Lise in Straw Hat.jpg | Lise con un sombrero de paja (Jeune fille au chapeau de paille) | Óleo sobre lienzo | 47 x 38.4 cm    | Barnes Foundation | [ 5 ] [ 13 ] |
| 1866    |                               | Mujer joven en un rincón                                        | Óleo sobre lienzo | 24.5 x 14 cm    | Private collection | [ 14 ]       |
| 1866    |                               | Mujer joven sentada en el campo                                 | Óleo sobre lienzo | 24.5 x 14 cm    | Private collection | [ 14 ]       |
| 1866    |                               | Mujer de pie bajo un árbol                                      | Óleo sobre lienzo | 25.2 x 15.9 cm  | National Gallery of Art | [ 15 ]       |
| 1866    |                               | Mujer en una cerca                                              | Óleo sobre lienzo | 25 x 16.1 cm    | National Gallery of Art | [ 15 ]       |
| 1866    |                               | Mujer en el parque                                              | Óleo sobre lienzo | 26.1 x 16.1 cm  | National Gallery of Art | [ 15 ]       |
| 1866    |                               | Paisaje con dos personas(Paysage avec deux personnages)         | Óleo sobre lienzo | Desconocido     | Sólo un fragmento de la pintura sobrevive, representa una mujer sola sentada con el título de La Dame a l'oiseau. Su ubicación se desconoce. La imagen aquí es un primer plano de la pintura de Renoir que se muestra dentro la pintura de Bazille, Estudio de Bazille (1870). | [ 5 ] [ 16 ] |
| 1867–68 |                               | Lise cosiendo                                                   | Óleo sobre lienzo | 55.9 x 45.7 cm  | Dallas Museum of Art | [ 5 ]        |
| 1867    |                               | Diana                                                           | Óleo sobre lienzo | 197 × 132 cm    | National Gallery of Art | [ 15 ]       |
| 1867    |                               | Retrato de Lise (Lise sujetando un ramo de flores silvestres)   | Óleo sobre lienzo | 65.2 × 50.3 cm  | Private collection | [ 1 ]        |
| 1867    |                               | Lise (Mujer con sombrilla)                                      | Óleo sobre lienzo | 184 × 115 cm    | Museum Folkwang | [ 5 ]        |
| 1868    |                               | Mujer en un jardín                                              | Óleo sobre lienzo | 105.5 x 73.4 cm | Kunstmuseum Basel | [ 17 ]       |
| 1868    |                               | La pareja comprometida                                          | Óleo sobre lienzo | 105 × 75 cm     | Wallraf-Richartz Museum | [ 5 ]        |
| 1868    |                               | En verano: estudio                                              | Óleo sobre lienzo | 85 x 59 cm      | Alte Nationalgalerie | [ 5 ]        |
| 1869–70 |                               | Una ninfa junto a la corriente                                  | Óleo sobre lienzo | 66.5 × 124 cm   | National Gallery of Art | [ 15 ]       |
| 1869–70 |                               | La toilette                                                     | Óleo sobre lienzo | 132 x 127 cm    | Musée Fabre | [ 8 ]        |
| 1870    |                               | La bañista con el grifón                                        | Óleo sobre lienzo | 184 × 115 cm    | São Paulo Museum of Art | [ 5 ]        |
| 1870    |                               | Mujer de Argel (Odalisca)                                       | Óleo sobre lienzo | 69.2 × 122.6 cm | National Gallery of Art | [ 15 ]       |
| 1870    |                               | Joven en una barca (La barca)                                   | Óleo sobre lienzo | 29.5 x 33.2 cm  | Private collection | [ 18 ]       |
| 1870    |                               | El paseo                                                        | Óleo sobre lienzo | 81.3 × 65 cm    | Getty Center | [ 10 ]       |
| 1871    |                               | Mujer con periquito                                             | Óleo sobre lienzo | 92.1 × 65.1 cm  | Solomon R. Guggenheim Museum | [ 1 ]        |
| 1871–72 |                               | Lise con un chal blanco                                         | Óleo sobre lienzo | 56 x 46 cm      | Dallas Museum of Art | [ 5 ]        |
| 1871–72 |                               | Mujer semidesnuda recostada (Desnudo reclinado)                 | Óleo sobre lienzo | 29.5 × 25 cm    | Musée d'Orsay | [ 19 ]       |
| 1872    |                               | Mujer con sombrilla sentada en el jardín                        | Óleo sobre lienzo | 46 × 37.9 cm    | Private collection | [ 6 ]        |
| 1872    |                               | Mujeres parisinas con vestuario de Argelia (El harén)           | Óleo sobre lienzo | 156 cm × 129 cm | National Museum of Western Art | [ 15 ]       |